# Deudorix aruma
Deudorix aruma är en fjärilsart som beskrevs av William Chapman Hewitson 1873. Deudorix aruma ingår i släktet Deudorix och familjen juvelvingar. Inga underarter finns listade i Catalogue of Life.